# 치삼바 룽구
치삼바 룽구(Chisamba Lungu, 1991년 1월 31일 ~ )는 잠비아의 축구 선수로 현재 은카나 FC에서 미드필더로 활동 중이다.